# Szilágyi Gergely
Szilágyi Gergely /György szarvaskői várnagy (1374 körül – 1438. október 28. után ), bernolchi Szilágyi Miklós fia, horogszegi Szilágyi László bácsi ispán és baxai és vérvölgyi id.Szilágyi Mihály testvére.

## Életútja
Gergely vagy /György, nevét már az 1405.05.01-ei oklevél jegyzi, amikor a bácsi káptalan előtt Zylagh-i László mester, Bács megye ispánja osztályos atyafiaivá fogadja testvéreit, Loránd fia bernolchi Szilágyi Miklós fiait: Gergelyt, Mihályt, Albertet, Domokost, Sebestyént és unokatestvérét: László fia másik Gergelyt, Chobor (dictus) Jánosnak a bodrogmegyei Choburzenthmihali, Janussy és Halmos birtokokban levő részeibe, amelyeket ő a királytól szolgálataiért jutalmul kapott. Minden bizonnyal Gergely is részt vesz a Zsigmond pártján, testvéreivel egyetemben, az 1403-as országban dúló belviszályok leverésében, Ludányi Tamás várainak megvívásában.
1406.01.03-án, Zsigmond király utasítja is a bácsi káptalant, hogy iktassa be a Bernoltiakat és Szentkirályi Gergelyt a Bodrog megyei Szentmihály, Jánosi és Halmos birtokokba. Ebben az oklevélben Miklós fia Gergely/György, már mint nemes kerül megemlítésre, igy: "Nobis Gregorius filius Nicolai de Bernolch", utalva mindezzel arra, hogy a család már az ország nemességéhez tartozik ekkor, valamint a többi fiú is felsorolásra kerül, igy: "Michaelis, Alberti, Dominici et Sebastiani, filiorum dicti Nicolai de eadem Bernolch", mint Bernoltiak és a szentkirályi ágból "Gregorii filii Ladislai de Zenthkyrall in personis..."
1407.12.09-én Gergely jelen van, amikor Zsigmondtól, megkapják Garázda Miklóssal a dobokamegyei Balázsfalva és a fehérmegyei Szentimre birtokokat. A Szilágyiak közül jelen vannak: "...nec non patri (bernolchi Miklós), ac vtriusque Gregorio (mindkét Gergely), Michael, et Dominico, fratribus praefati Ladislai, quasdam possessiones nostras Balasfalua in Doboka, nec non Zenthimrech vocatas in Albensi, partiui nostrarum Transiluanarum Comitatibus."
Gergely/György szerepel az 1408.12.29, és 1409.01.11-ei oklevelekben is, melyben egyes Heves és Nógrád megyei családi birtokaikért cserébe, nevezetesen "Zwch, Fayzath , Rede et Echied in Heweswywaro, Ac Cethe vocatarum In Newgradiensi" új adományban kapják Zsigmondtól, Horogszeg birtokot és tartozékait. Gergely szarvaskői várnagyságában fennmaradt csekély oklevelekben, nem említik meg, vagy talán nem is használja a "horogszegi" előnevet, hiszen bátya hozományaként valószínűleg Horogszeget, sosem birtokolta igazán, élete a Heves megyei régi birtokaik táján zajlott tovább, mint ahogy erre szarvaskői várnagysága is utal. Tanultságáról is értesülünk, 1424.12.07-én, mivel szentkirályi László fia másik Gergely ekkor már nem élt, feltűnik egy oklevélben írnokként " Georgio de Zylagh similiter litteratis, iudicis curie nostre" amikor Zsigmond király néhai Töttös László özvegyét (Apolloniát) és fiát Jánost, Thasi Barnabás és érdektársai ellen. bizonyos tassi hatalmaskodások miatt perbe idézteti. 1429.04.06-án nádori ember Zilagy-i Gergely mester notarius, Thyba-i Mihály és István valamint Csap-i Miklós fia László közötti perben.
Az 1435.04.27-én zálogban szerzett, Kinizs (Kenys-i) birtok a Szikszói járásban és 1435.07.05-ei beiktatása kapcsán, említik meg először Zylagy-i Gergelyt, mint Szarvaskői (Zarwaskew-i ) várnagyot, valamint gyermekeit is: Oszvaldot, Jánost, Miklóst és Ilonát. Oszvald nevű fiáról ezt követően szinte nem tudunk már semmit, de a horogszegi család névadási szokásaiban visszaköszönő névként figyelhetünk fel rá, ha testvérének Lászlónak fia Oszvaldra gondolunk. János és Miklós ágán a család tovább él, azaz nem halt ki. Ennek az ágnak a leszármazottjai a Nyírmihálydi és Nyírgelsén élt Szilágyi ág, mely magát mind a mai napig horogszegi Szilágyinak tudja, joggal.
1438.10.28-án említik meg talán utoljára, mint királyi ember és kiküldött vesz részt, az Egri káptalan, Szászberek birtokosztályáról szóló oklevelében, igy: "Szilágyi [Zylagi] György/Gergely a Szarvaskő nevű vár várnagya, a jelzett [Rozgonyi] Péter [egri] püspök úr és [Rozgonyi] István ispán familiárisa és embere."